# Neu Zittau
Neu Zittau (niedersorbisch Nowa Žytawa) ist ein Ortsteil der Gemeinde Gosen-Neu Zittau im Landkreis Oder-Spree in Brandenburg. Der Ort gehört dem Amt Spreenhagen an und war bis zum 26. Oktober 2003 eine eigenständige Gemeinde.

## Lage
Neu Zittau liegt im Osten des Berliner Speckgürtels direkt an der Spree. Das Berliner Stadtzentrum liegt etwa 25 Kilometer nordwestlich des Dorfes, die Stadt Fürstenwalde/Spree liegt etwa 22 Kilometer entfernt. Umliegende Ortschaften sind Erkner im Norden, Grünheide (Mark) mit dem Gemeindeteil Fangschleuse im Nordosten, Freienbrink im Osten, Burig im Südosten, der Wohnplatz Uckley der Stadt Königs Wusterhausen im Süden, Wernsdorf im Südwesten, Gosen im Westen sowie Berlin-Rahnsdorf im Nordwesten.

## Geschichte
Anfang der 1750er Jahre ließ der preußische König Friedrich II. auf dem Gebiet des heutigen Ortes Neu Zittau ein Kolonistendorf anlegen, indem er 50 Doppelhäuser errichten ließ. Der Ortsname Neu Zittau wurde am 22. Dezember 1751 erstmals in einem Dokument über die Planungen des Dorfes erwähnt. Die ersten Gebäude wurden im Sommer 1752 fertig gestellt, offiziell gegründet wurde der Ort am 16. Mai 1753 durch die Unterzeichnung der Gründungsurkunde durch Friedrich II. Der Ortsname wurde gewählt, da in Neu Zittau größtenteils Feinspinnerfamilien aus Zittau ansiedelt werden sollten. Der Name Zittau leitet sich aus der sorbischen Sprache ab und beschreibt eine Stelle, an der Roggen (von niedersorbisch: „žyto“) wächst. Letztendlich kamen jedoch nur zwei der angesiedelten Familien tatsächlich aus Zittau.
Zum Dorf gehörten neben den Wohnhäusern noch ein Dorfkrug, ein Schulzengericht und eine Mühle. Aufgrund des geringen Einkommens, das für die meisten örtlichen Familien nicht zum Leben reichte, verließen viele der ursprünglichen Einwohner den Ort nach der Gründung wieder. Aufgrund der Lage Neu Zittaus direkt an der Spree entwickelte sich mit der Zeit ein Schiffergewerbe im Ort. 1806 wurde eine Schiffervereinigung gegründet. Am 25. März 1889 gründete sich in Neu Zittau eine Schifferinnung mit 67 Mitgliedern. Ab 1897 gab es in Neu Zittau eine Schifferschule. Durch die Erwerbsquelle kam Neu Zittau zu einigem Wohlstand und es wurden neue Häuser im Ort gebaut. Am 1. April 1935 wurde die Innung aufgelöst. Da die Spree bei Neu Zittau aufgrund des Baus des Oder-Spree-Kanals immer mehr versandete, wurde der Schiffsverkehr nach Wernsdorf verlagert, heute gibt es in Neu Zittau keine Schifffahrt mehr.
Bei einer Bevölkerungszählung im Regierungsbezirk Potsdam im Jahr 1841 hatte Neu Zittau 632 Einwohner und gehörte zum Amt Storkow. 1874 wurde das Amt Storkow aufgelöst.
Nach dem Zweiten Weltkrieg lag die Gemeinde Neu Zittau mit ihren Ortsteilen Burig und Steinfurt zunächst in der Sowjetischen Besatzungszone und ab 1949 in der DDR. Bei der am 25. Juli 1952 in der DDR durchgeführten Kreisreform wurde die Gemeinde Neu Zittau Kreis Fürstenwalde im Bezirk Frankfurt (Oder) zugeordnet. Nach der Wende lag Neu Zittau zunächst im Landkreis Fürstenwalde, dieser wurde bei der Kreisreform in Brandenburg im Dezember 1993 mit zwei weiteren Kreisen zum neuen Landkreis Oder-Spree vereinigt. Am 26. Oktober 2003 wurde die Gemeinde Neu Zittau im Zuge der Gemeindereform in Brandenburg zwangsweise mit der Gemeinde Gosen zu der neuen Gemeinde Gosen-Neu Zittau zusammengeschlossen. Das Verfassungsgericht des Landes Brandenburg stellte am 24. Juni 2004 Unregelmäßigkeiten bei der Gemeindefusion fest, hob die Gemeindefusion aber nicht auf.

### Verwaltungsgeschichte
Ursprünglich gehörte Neu Zittau zum Amt Storkow innerhalb der Herrschaft Storkow. Diese bildete mit der Herrschaft Beeskow den Bees- und Storkowischen Kreis innerhalb der Mark Brandenburg im Königreich Preußen. Dieser Kreis wurde am 30. April 1815 aufgelöst und der Storkower Teil fusionierte mit dem Teltowischen Kreis zum Landkreis Teltow-Storkow. Am 1. Januar 1836 wurden der Kreis Beeskow-Storkow wiederhergestellt, der zum Regierungsbezirk Potsdam in der preußischen Provinz Brandenburg gehörte. Nach der Auflösung von Beeskow-Storkow am 1. Juli 1950 gehörte Neu Zittau zum Kreis Fürstenwalde im Bezirk Frankfurt (Oder). Mit der Brandenburger Kreisreform von 1993 gehört Neu Zittau seit dem 6. Dezember 1993 zum neugebildeten Landkreis Oder-Spree.

## Kultur und Sehenswürdigkeiten

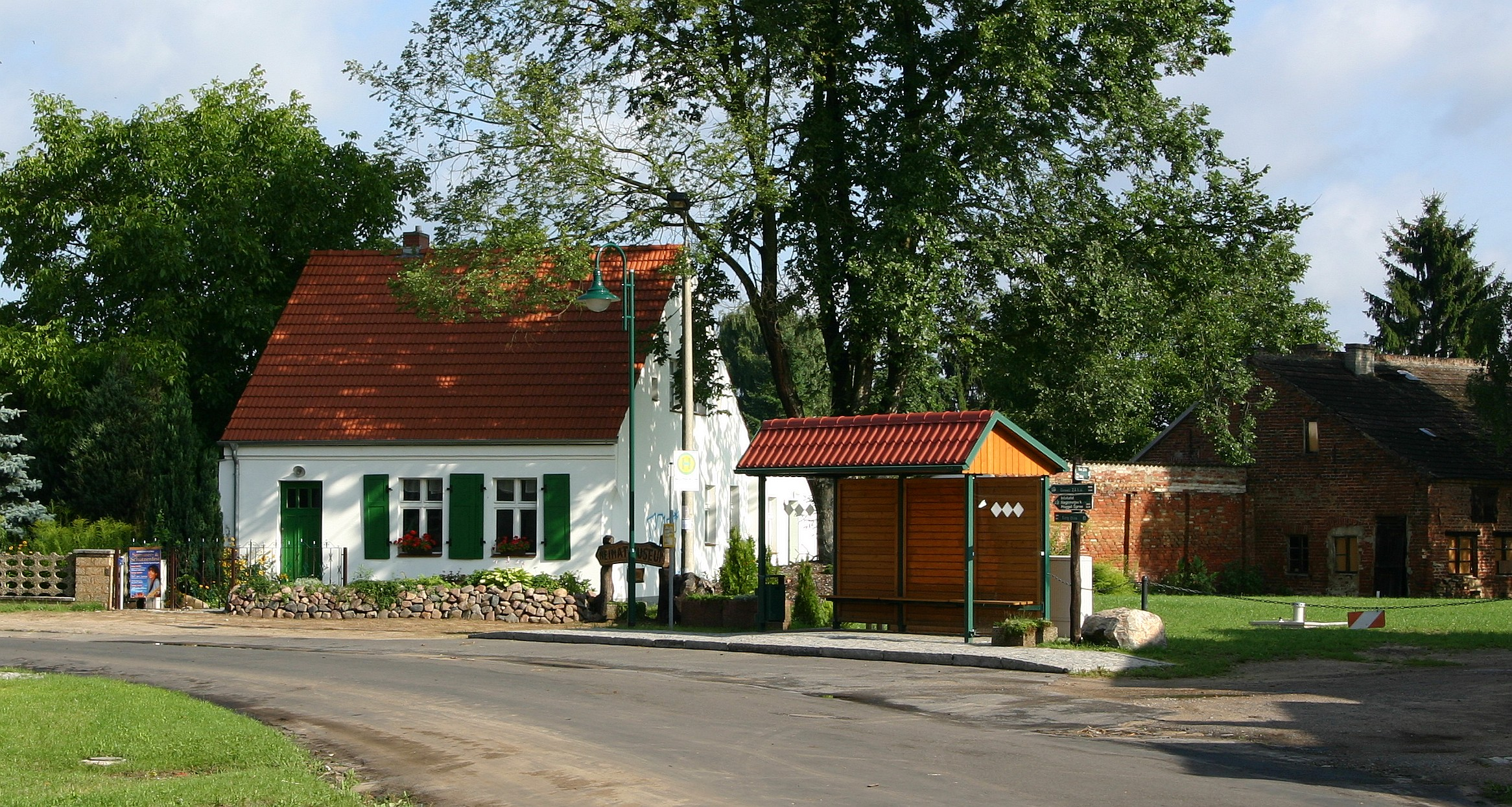
Heimatmuseum Neu Zittau

### Dorfkirche
Die Dorfkirche Neu Zittau wurde 1763 errichtet. Es handelt sich um einen verputzten Saalbau mit quadratischem Westturm und Schweifhaube. Vor dem Bau der Kirche fanden Gottesdienste notdürftig im Neu Zittauer Dorfkrug statt. Am 18. Dezember 1767 wurde die Kirche eingeweiht, damals hatte sie jedoch noch keinen Kirchturm, dieser wurde aus Kostengründen erst 1907 errichtet. Am 3. April 1877 erhielt die Dorfkirche eine Orgel. Während des Ersten Weltkriegs musste die Kirchenglocke der Dorfkirche zum Einschmelzen zu Gunsten der Waffenproduktion abgegeben werden.
Ab 1924 wurde mit einer Sanierung der Kirche begonnen. Am 28. Oktober 1928 erfolgte die Einweihung eines Ehrenmals für die Gefallenen Einwohner Neu Zittaus während des Ersten Weltkrieges. 1929 wurde eine Friedhofskapelle gebaut. Während des Zweiten Weltkrieges wurde die Dorfkirche durch Fliegerbomben stark beschädigt. 1967 begann man mit einer weiteren Restaurierung der Kirche. Vor der Kirche befindet sich ein Ehrenmal für die Opfer des Faschismus.

### Spreetreiben
Seit 1996 findet in der Spree bei Neu Zittau jährlich das Spreetreiben statt. Dabei schwimmen zwischen 50 und 200 Teilnehmer in Neoprenanzügen von Neu Zittau nach Erkner durch die Spree. Dabei benutzen die Schwimmer oft kuriose Schwimmhilfen. Die Strecke wird während der Veranstaltung von bis zu 5000 Zuschauern gesäumt.

## Neu Zittau in der Belletristik
Gerhart Hauptmann siedelte 1888 seine meisterliche Erzählung Bahnwärter Thiel in Neu Zittau an.
Wann immer in der Comicserie Fix und Fax in der Kinderzeitschrift Atze eine Kirche vorkam, war sie nach dem Vorbild der Dorfkirche Neu Zittau gezeichnet (Atze-Hefte 5/1976, 12/1977 und 9/1980). Der Autor und Zeichner Jürgen Kieser wohnte in der Nähe. Im Atze-Heft 7/1976 kommen die Mäuse in einen Ort „Neu Zickau Kreis Bürstenwalde“, in dem grundlos gesunde Straßenbäume gefällt wurden, weil im Herbst das Laub lästig war. Fix und Fax wundern sich, dass der Gemeinderat nichts dagegen unternommen hat und verweisen auf das Naturschutzgesetz. Die Geschichte hatte einen realen Hintergrund.

## Einwohnerentwicklung
| Jahr | Einwohner | Jahr | Einwohner | Jahr | Einwohner |
| ---- | --------- | ---- | --------- | ---- | --------- |
| 1875 | 901       | 1939 | 1.851     | 1981 | 1.545     |
| 1890 | 765       | 1946 | 2.015     | 1985 | 1.487     |
| 1910 | 1.155     | 1950 | 1.891     | 1989 | 1.427     |
| 1925 | 1.367     | 1964 | 1.670     | 1995 | 1.329     |
| 1933 | 1.709     | 1971 | 1.673     | 2002 | 1.352     |

Aktuelle Zahlen zur Einwohnerentwicklung sind der Seite Gosen-Neu Zittau zu entnehmen.

## Infrastruktur

### Verkehr
Der öffentliche Personennahverkehr wird unter anderem durch den PlusBus des Verkehrsverbund Berlin-Brandenburg erbracht. Folgende Verbindung führt, betrieben von der Busverkehr Oder-Spree und Regionale Verkehrsgesellschaft Dahme-Spreewald, durch Neu Zittau:
- Linie 428: Erkner ↔ Neu Zittau ↔ Wernsdorf ↔ Ziegenhals ↔ Niederlehme ↔ Königs Wusterhausen

Durch Neu Zittau verlaufen die Landesstraßen 30 (Niederlehme–Rüdersdorf) und 39 (Neu Zittau–Müggelheim). Zudem führt die Bundesautobahn 10 (östlicher Berliner Ring) durch einen Teil der Gemarkung, die nächste von Neu Zittau aus erreichbare Auffahrt Erkner ist sechs Kilometer entfernt. Bis 1945 gab es über die Anschlussstelle Friedersdorf eine direkte Anbindung an die heutige Bundesautobahn 12. Diese ist heute nicht mehr erreichbar, da die Brücke über den Oder-Spree-Kanal im Krieg gesprengt und nicht wieder aufgebaut wurde.

### Bildung
In Neu Zittau gibt es eine Grundschule („Schule an der Spree“), eine Oberschule („Johannes-Gutenberg-Oberschule“) und eine Fachoberschule („Bertha-von-Suttner-Fachoberschule“), jedoch ist nur die Grundschule öffentlich. In Neu Zittau und in Burig gibt es jeweils eine Kindertagesstätte.

### Ansässige Unternehmen
- Bäckerei
- Elektrogeschäft
- Böttcherei
- Gaststätten
- Landwirtschaftsbetrieb
- Reifendienst
- Touristikbetrieb, Pensionen
- Goldschmiede

## Persönlichkeiten
- Robert Kreitling (1837–nach 1913), Politiker, wurde in Neu Zittau geboren
- Julius Krautz (1843–1921), preußischer Scharfrichter, lebte zuletzt in Burig
- Jürgen Kieser (1921–2019), Comiczeichner, Werbegrafiker und Karikaturist